# Blanzy-la-Salonnaise
Blanzy-la-Salonnaise é uma comuna francesa na região administrativa de Grande Leste, no departamento Ardenas. Estende-se por uma área de 12,21 km². Em 2010 a comuna tinha 362 habitantes (densidade: 29,6 hab./km²).